# Thomas Eboli
Thomas "Tommy Ryan" Eboli (Scisciano, 13 de junio de 1911-Nueva York, 16 de julio de 1972) fue un mafioso neoyorquino quien llegó a ser el jefe en funciones de la familia criminal Genovese.

## Primeros años
Nació en Scisciano, en la provincia de Nápoles, entonces en el reino de Italia, hijo de Louis Eboli y Madalena Maddalone, Eboli medía 1,78 metros y pesaba 75 kilos y tenía un tatuaje en su brazo derecho. Eboli era hermano del capo de la familia criminal Genovese "Patty Ryan" Eboli. Para esconder su herencia italiana, Eboli adaptó el sobrenombre de "Tommy Ryan" del boxeador profesional Tommy Ryan. Eboli se convirtió en ciudadano estadounidense el 27 de agosto de 1960.
Eboli estuvo casado con Anna Ariola de Melrose Park, Illinois. Sus hijos fueron Thomas Eboli Jr. y el mafioso de la Chicago Outfit Louis "The Mooch" Eboli. "The Mooch" murió en 1987 de cáncer a la edad de 52 años.
Luego de separarse de Ariola, Eboli comenzó una relación con Mary Perello con quien tuvo dos hijas, Madelena y Mary, y un hijo, Saverio. Eboli también tuvo dos hijas, Roseann y JoAnne, con Helen Neggie de Jackson Heights. Eboli y su novia Helen vivían con sus dos hijas en un edificio de departamentos en Fort Lee, Nueva Jersey que tenía vistas al río Hudson. Sin embargo, justo antes de su muerte, Eboli había comprado una casa en Fair Lawn, Nueva Jersey.
De joven, Eboli trabajó como boxeador profesional. A inicios de los años 1920, durante la ley seca, Eboli se hizo contrabandista de licores para el futuro jefe criminal Lucky Luciano. Para inicios de los años 1930, Eboli era el guardaespaldas personal del subjefe de Luciano, Vito "Don Vito" Genovese. Algunas fuentes señalan que Eboli cometió hasta 20 asesinatos para la familia Genovese.
En 1933, Eboli fue arrestado por seis cargos de apuestas ilegales y conducta desarreglada.

## Mánager de boxeo
En algún punto en los años 1930 o 1940, Eboli se convirtió en mánager de boxeo. Uno de sus primeros protegidos fue el futuro jefe de la familia Genovese Vincent Gigante.
El 11 de enero de 1952, Eboli atacó a dos oficiales durante una pelea de boxeo en el Madison Square Garden de Manhattan. Esa noche, Eboli estaba siendo mánager del boxeador de peso mediano Rocky Castellani, quien peleaba con Ernie (The Rock) Durando. Luego de que Durando noqueó a Castellani en los rounds 6 y 7, el árbitro Ray Miller paró la pelea y declaró una victoria por nocaut técnico a favor de Durando. En ese punto, un furioso Eboli entró al ring de boxeo y golpeó con el puño a Miller. Luego, en el camerino de Castellani, Eboli pateó a Al Weill, el promotor de la pelea. Sport writers later speculated that Eboli had expected his fighter to win due to an illegal arrangement with Weill.
El 23 de enero de 1952, Eboli fue acusado de dos cargos de ataque por el incidente.  El 26 de mayo de 1952, Eboli se declaró culpable para reducir sus penas y fue luego sentenciado a 60 días de prisión, su único encarcelamiento durante toda una vida de crimen. La Comisión Atlética de Nueva York también prohibió a Eboli de participar en el boxeo de por vida.

## Jefe en funciones
En 1957, Genovese finalmente llegó a ser jefe y Eboli el caporegime que mandaba la antigua Greenwich Village Crew. Se decía que Eboli tenía sus propios clubes nocturnos para turistas y bares gay en Midtown Manhattan y el bajo Manhattan. Eboli también controlaba garitos en los muelles del río Hudson en Manhattan y era el propietario de Jet Music Corporation, una empresa que suministraba rockolas, y las máquinas expendedoras de cigarrillos de Tryan Cigarette Vending Service, Inc.
El 17 de abril de 1959, Genovese fue sentenciado a 15 años en una prisión federal, dejando a Eboli como jefe de la familia en funciones. Gerardo "Jerry" Catena se hizo subjefe y Michele "Big Mike" Miranda, consigliere. Anthony "Tony Bender" Strollo se convirtió en el principal auxiliar de Eboli. Algunos autores afirman que por los siguientes 10 años, las decisiones de la familia fueron tomadas de manera colectiva por un comité que incluía a Eboli, Catena, y el capo Philip Lombardo. Otros autores afirman que era Miranda y no Lombardo quien ocupaba el tercer lugar de ese comité.
El 14 de feberro de 1969, Genovese murió de causas naturales en prisión dejando a la jerarquía de la familia Genovese en agitación. Eboli era el sucesor lógico pero su salud se había deteriorado ese año además que estaba en investigación. El 28 de julio de 1969, Eboli sufrió su tercer ataque cardiaco de ese año. Fue llevado aprisa al New York University Medical Center en Manhattan, donde se recuperó. El ataque anterior había sido el 17 de julio, dos días antes de que compareciera en las audiencias sobre crimen organizado ante la New Jersey State Investigation Committee. Eboli sufrió su primer ataque cardiaco en febrero de 1969 en una reunión de la New York State Investigation Commission. Sin embargo, ambas comisiones investigadoras así como otros mafiosos creían que Eboli había fingido alguno de esos ataques.
Luego de la muerte de Genovese, Catena se convirtió en el nuevo jefe oficial. Sin embargo, Catena fue acusado y arrestado en 1970. Sin Catena, Eboli se convirtió en el jefe oficial de la familia Genovese. Sin embargo, Lombardo y Miranda eran quienes estaban realmente a cargo ya que Eboli era sólo una fachada para las fuerzas de la ley.

## Caída de Eboli
Eboli continuó siendo el "jefe en apariencia" de la familia durante los siguientes dos años. Sin embargo, él quería ser el verdadero jefe. Para avanzar en ello, Eboli prestó cuatro millones del presidente de la Comisión y jefe de la rival familia criminal Gambino, Carlo Gambino, para iniciar una nueva operación de narcotráfico. Sin embargo, las fuerzas de la ley pronto cerraron el garito de Eboli y arrestaron a la mayor parte de su gente. Gambino y su subjefe, Paul Castellano, fueron a cobrarle la deuda pero Eboli no tenía el dinero. Gambino entonces supuestamente ordenó el asesinato de Eboli por no pagar. Sin embargo, se cree que Gambino, en realidad, quería reemplazarlo con su aliado Frank "Funzi" Tieri, y que utilizó la operación de tráfico para tenderle una trampa a Eboli.
El 16 de julio de 1972, Eboli dejó el departamento de su novia en Crown Heights, Brooklyn alrededor de la 1:00 a. m. y caminó hacia su Cadillac. Cuando Eboli se sentó en el auto estacionado, un pistolero desde un camión que pasaba al costado le disparó cinco veces. Fue impactado en la cabeza y el cuello y murió instantáneamente. Nadie fue nunca acusado por su asesinato.
Eboli fue enterrado en el George Washington Memorial Park en Paramus, Nueva Jersey. Aside from the Eboli family, the only attendees at the graveside were law enforcement.